# 老北京微缩景园
40°15′05″N 116°09′35″E / 40.2515°N 116.1596°E

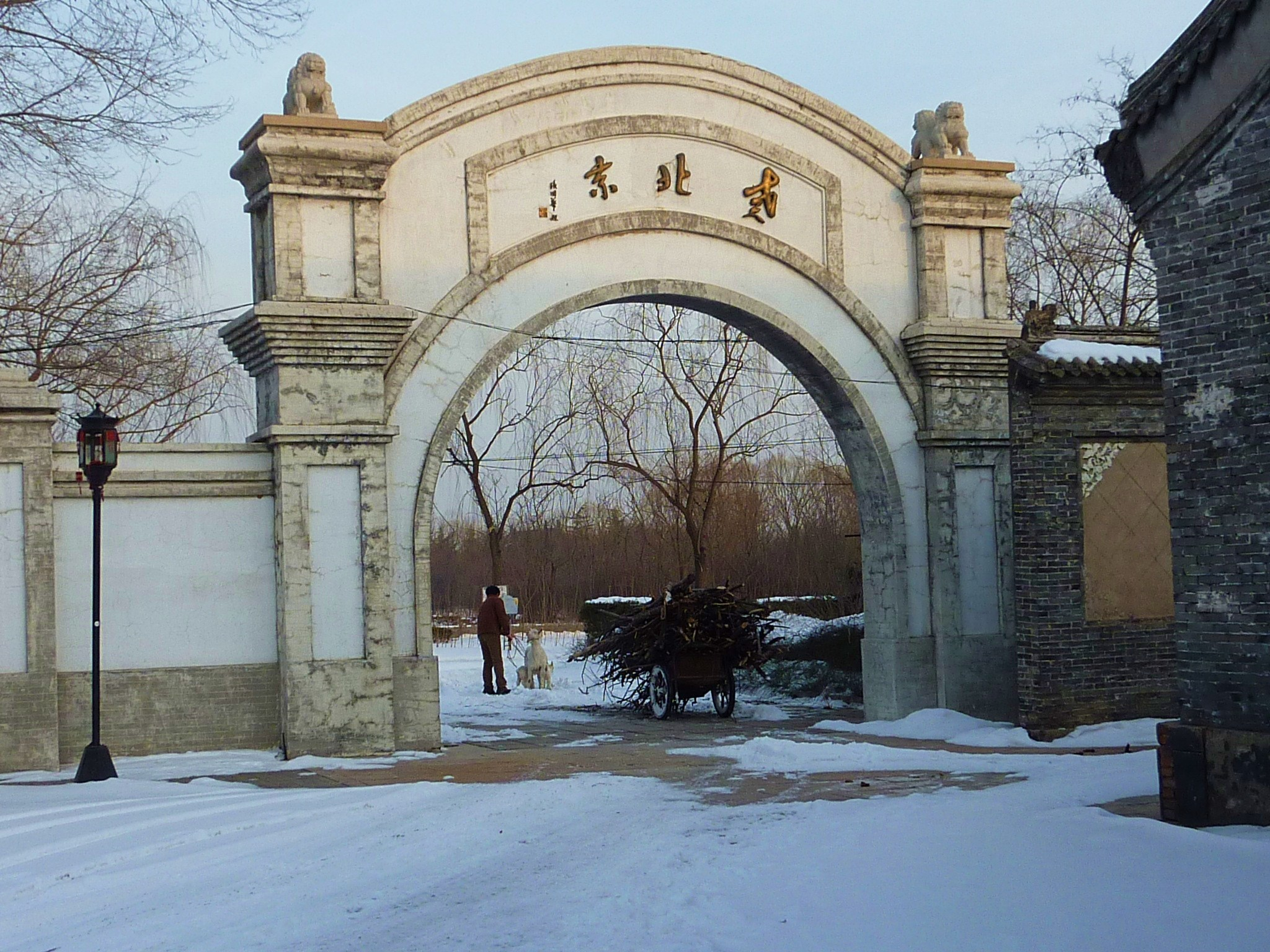

老北京微缩景园，位于北京市昌平区南口地区南涧路，是汇聚老北京微缩景观和风情的旅游景区，现已停业。

## 历史
1994年8月18日（谐音“发又发”），经不到两年时间建设的老北京微缩景园开业。老北京微缩景园是由一位39岁的美国籍华人在北京长城脚下的南口镇建成。开业当天在刚落成的大殿前，姜昆主持了开业典礼，中央军委副主席李德生、全国政协副主席万国权、全国人大常委会副委员长李沛瑶、马来西亚国会下议院副议长翁诗杰（后为马华党主席）、中共北京市委领导段强、杨朝仕等及各界知名人士代表出席并讲话。
老北京微缩景园占地800亩，位于南口旅游开发区的中心位置。由美国斯泰集团股份有限公司、昌平对外经济贸易集团总公司、南口镇工业集团总公司合资新建，投资额1500万美元。开业时的总经理是张振兴。随着北京市的城市建设，以胡同、四合院和城墙为代表的老北京风貌以及老北京文化迅速消失，老北京微缩景园是再现老北京风物、风貌、风情的现代人文游览娱乐区。
老北京微缩景园开业时，中华人民共和国正是人造景点经营红火的时期，深圳的世界之窗、北京的世界公园都很有名。但老北京微缩景园开业后经济效益一直不理想，开张不到三年经营权转手，不到十年资不抵债，直到2005年还拖欠着十多年前施工单位的工程款。1997年4月，老北京微缩景园被出租给北京市天平国际旅行社经营，一租便是5年零8个月。

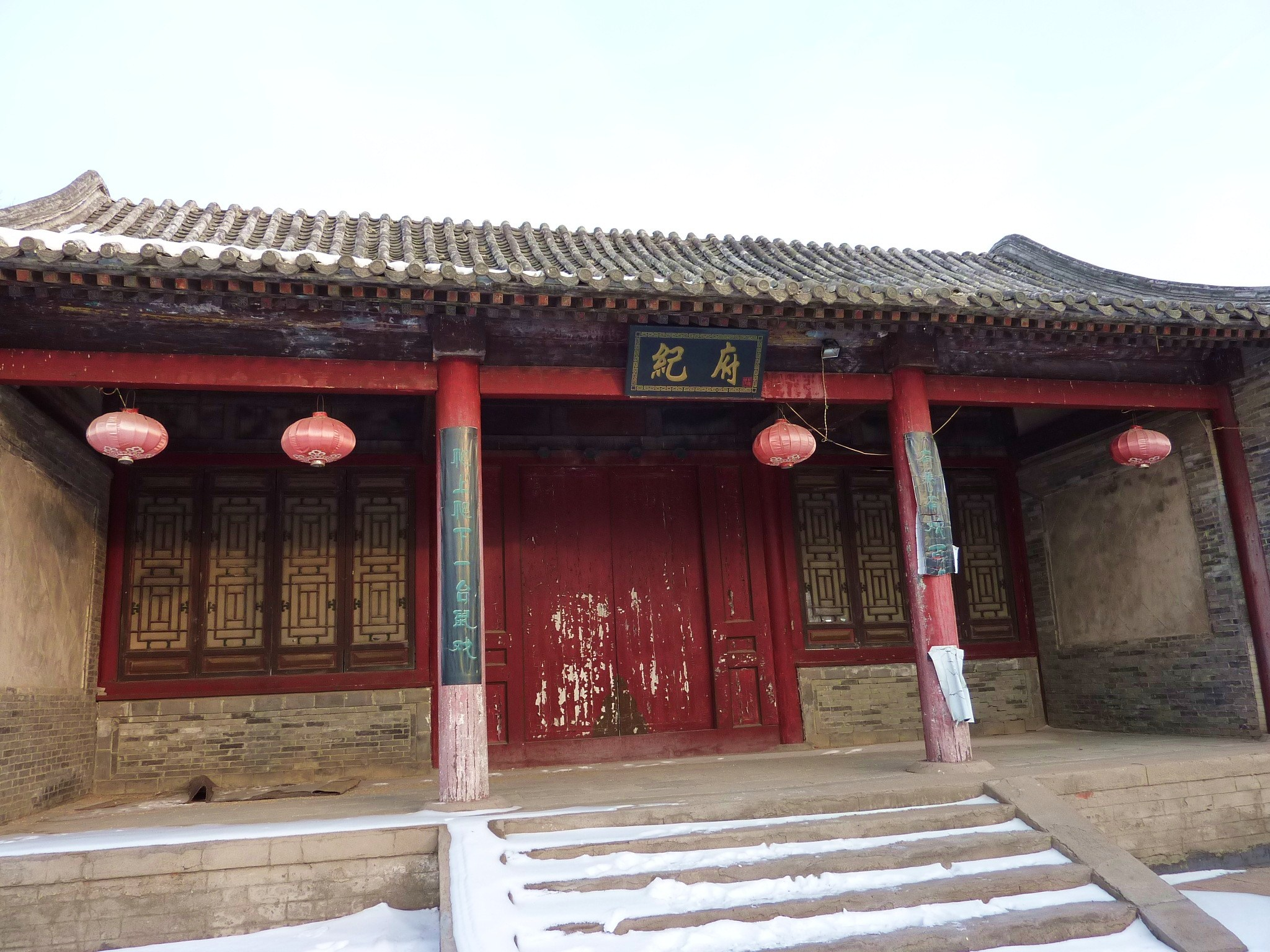
老北京微缩景园的纪府

2003年1月，老北京微缩景园经营权再度转手，由北京华夏兴奥东方民间艺术博览中心承包经营，并更名为“老北京风情园”。2004年1月22日至28日，北京时代长城广告有限公司、北京西海岸公关文化传播有限公司承办的老北京民俗庙会在老北京风情园举行。该园微缩景观多用微小的石材木料制成，时常遇到人为破坏，损坏较多，而该园因经营不善一直无力修补，2004年1月老北京民俗庙会中大量游人涌入微缩景观内随意行走也造成了微缩景观的严重破坏。
据中国华融资产管理公司提供的材料，截至2003年6月末，老北京微缩景园资产总计13038.21万元，负债总计39049.00万元，所有者权益-26010.79万元，严重资不抵债。因拖欠银行款迟迟未能偿还，老北京微缩景园的债务不断增加，除了对银行负债43409.82万元外，还拖欠南口镇人民政府垫款、职工工资及施工款等约3000万元，总负债额近5亿元。同时老北京微缩景园的资产价值仍在不断减少。
老北京微缩景园的中方投资人之一南口镇工业企业公司很早就已撤销。曾为老北京微缩景园进行100万美元贷款担保的北京多丽斯制衣有限公司也在1999年被吊销营业执照。老北京微缩景园最值钱的就是园区占用的53.14万平方米土地，但土地使用权归南口镇人民政府所有，且使用期限到2013年9月12日截止。
2005年8月，在北京产权交易所的最新挂牌项目中出现了老北京微缩景园。因拖欠银行43409.82万元贷款难以偿还，中国华融资产管理公司北京办事处和中国信达资产管理公司北京办事处决定对老北京微缩景园的此笔债权进行拍卖，时间拟在2005年9月。因上述两公司的债权占老北京微缩景园总债权的97.15%，拿到债权便将拥对老北京微缩景园的绝对处置权。
2008年6月，在“一日游”市场治理整顿新闻发布会上，北京市旅游局列出了68家重点整治单位，其中老北京微缩景园、昭陵村关帝庙、虎峪百仙神洞、西域风情藏传文化园等4家已被认定为非法宗教活动场所，这些单位存在烧高价香、给回扣等违规行为，部分还开展算命等封建迷信活动，北京市旅游执法部门正与公安机关协调，准备予以取缔。当时老北京微缩景园隶属于北京华夏兴奥东方民间艺术博览中心，门票45元一张，景区以接待团体游客为主，每天接待千人左右，园内有个惠恩寺可供游客烧香，烧香收费各档次都有。
到2012年时，老北京微缩景园内遍布杂草，不少井盖都已没有，微缩景观很多都已倒塌或残缺不全，残破的墙壁、散落的琉璃瓦遍地都是。到2017年时，老北京微缩景园已停业一段时间，不再对外开放，园内微缩景观已残损得更加厉害。

## 景观
老北京微缩景园开业时分为三大部分：

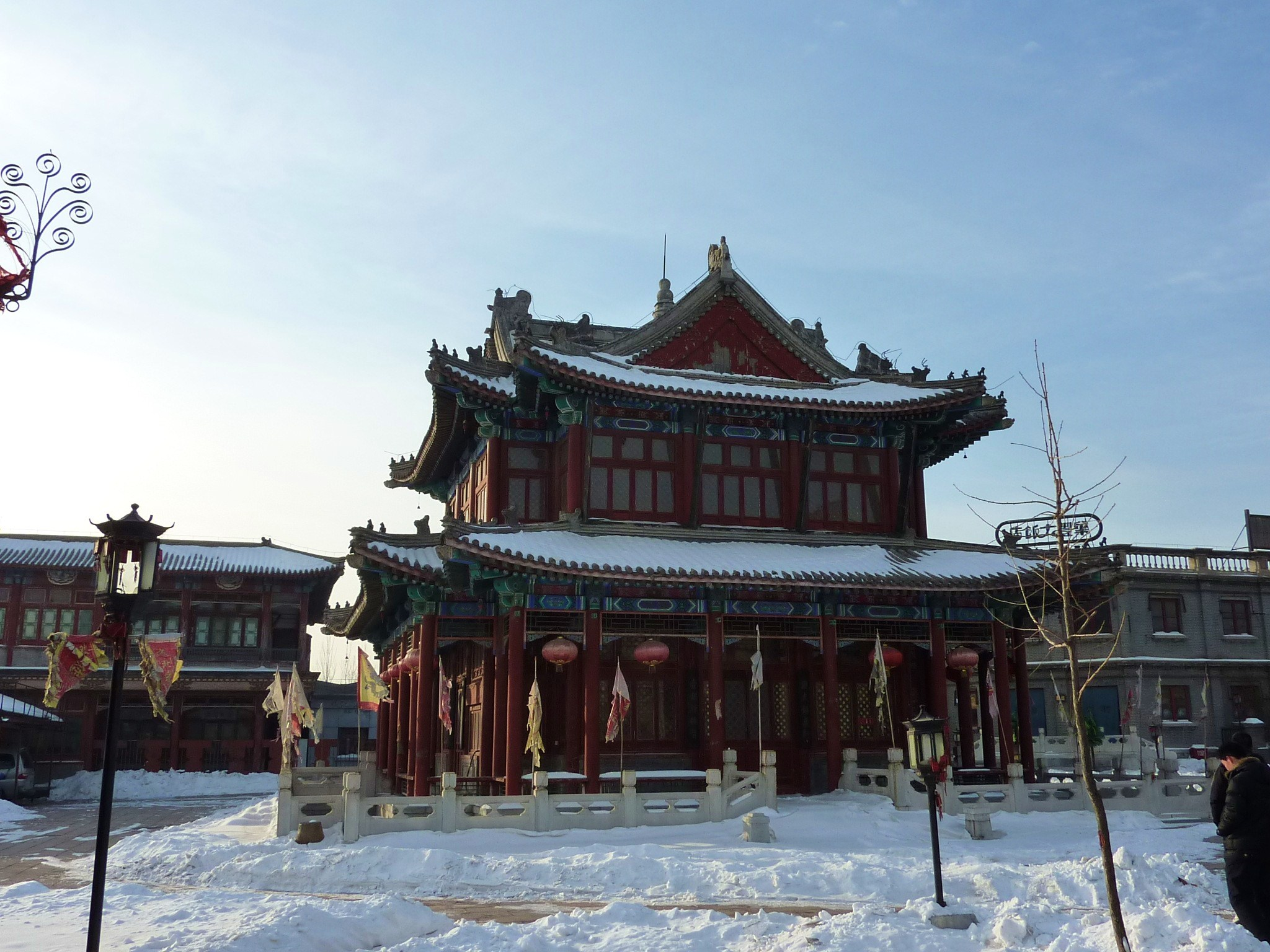
老北京微缩景园商业设施

- 老北京微缩景园游览区：以1：15比例仿建了明清北京城的建筑[1]。景园内的微缩景观建造考究，所有建筑的位置关系均符合清代北京城的建筑格局，沿着中间的道路依次可见永定门、正阳门、大清门、天安门、午门、故宫、景山、钟鼓楼等建筑模型，已经在现实中消失的大清门、长安左门、六部衙门等建筑均按照清代格局仿建，围着模型的区域还有约半米高的北京老城墙模型。此外，建筑的颜色及彩绘也被准确还原，例如故宫模型的屋顶铺黄色琉璃瓦，故宫屋檐下的彩绘也照原样复原，故宫各大门上的门钉数量都和现实中的一致，整个微缩景观中的街道及城墙上还点缀有很多不到手掌大的小人偶[2]。在老北京微缩景园游览区中设置表演区[1]。
- 表演区：共10个，其中部分是：
  - 天桥表演区：宛三摔跤、快手王变戏法、花凤舞京韵大鼓、沈三弦、赛活驴、相声。
  - 正阳门表演区：京剧、评剧、河北梆子、昆曲
  - 故宫表演区：大型宫廷歌舞
  - 护国寺表演区：顶大缸、吞铁球、拉硬弓
  - 智化寺表演区：佛教音乐[1]
- 京华传统风貌游览区：以1：1比例仿建了老北京商铺、酒馆、茶楼，并有老北京婚俗表演，和平寺少林武术表演，曲艺表演、舞狮、舞龙，踩高跷，还有老北京商贩、乞丐以及老北京响器和吆喝[1]。
- 其他：还有老北京儿童乐园、鸟市、露天茶座、斗蛐蛐场、皮影戏摊、老北京电影馆[1]。